# 阿爾曼多·伊佐
阿尔曼多·伊佐（義大利語：Armando Izzo，發音：[arˈmando ˈittso]；1992年3月2日—）是一位意大利足球運動員，在場上的位置是中後衛。現效力於意大利足球甲級聯賽球隊蒙沙，曾效力熱那亞。